# Montederramo
Montederramo è un comune spagnolo di 1 137 abitanti situato nella comunità autonoma della Galizia.